# BTR-4
BTR-4 je kolový obrněný transportér ukrajinské výroby s pohonem všech kol 8x8, který navrhla i vyrábí společnost Charkovská strojírenská konstrukční kancelář. Prototyp byl představen v červnu 2006 na výstavě Aviasvit 2006 v Kyjevě. Stroj je schopný přepravit 3 členy osádky a osmičlenný výsadek. BTR-4 byly bojově nasazeny v irácké občanské válce a rusko-ukrajinské válce.

## Historie
Sériová výroba byla zahájena koncem roku 2008, první série deseti BTR vstoupila do služby v ukrajinské armádě v roce 2009.

## Výzbroj
Standardní výzbroj tvoří modul Grom, tedy automatický kanón ráže 30 mm, jeden granátomet stejného kalibru, jeden kulomet ráže 7,62 mm a čtyři PTŘS, Konkurs nebo Barrier. Pro dělo je ve vozidle vezeno 360 granátů, pro granátomet je určeno 150 kusů munice a 7,62mm kulomet disponuje zásobou 1200 nábojů.

## Nasazení

### Irák
Irácká armáda použila BTR-4 v operaci k znovudobytí Jurfa al-Nasr ovládané ISIL.

### Ukrajina
BTR-4E byl používán ve vojenských operací v oblasti Slovjanska. Jeho pancéřování odolalo zásahům z těžkých kulometů, ochránilo posádku před protitankovými granátomety a okna udržovalo přímé zásahy odstřelovacích pušek. Dva provozuschopné transportéry byly zajaty proruskými separatisty.[zdroj⁠?!]

## Verze
- BRM-4K - průzkumné vozidlo
- BTR-4K - velitelské vozidlo

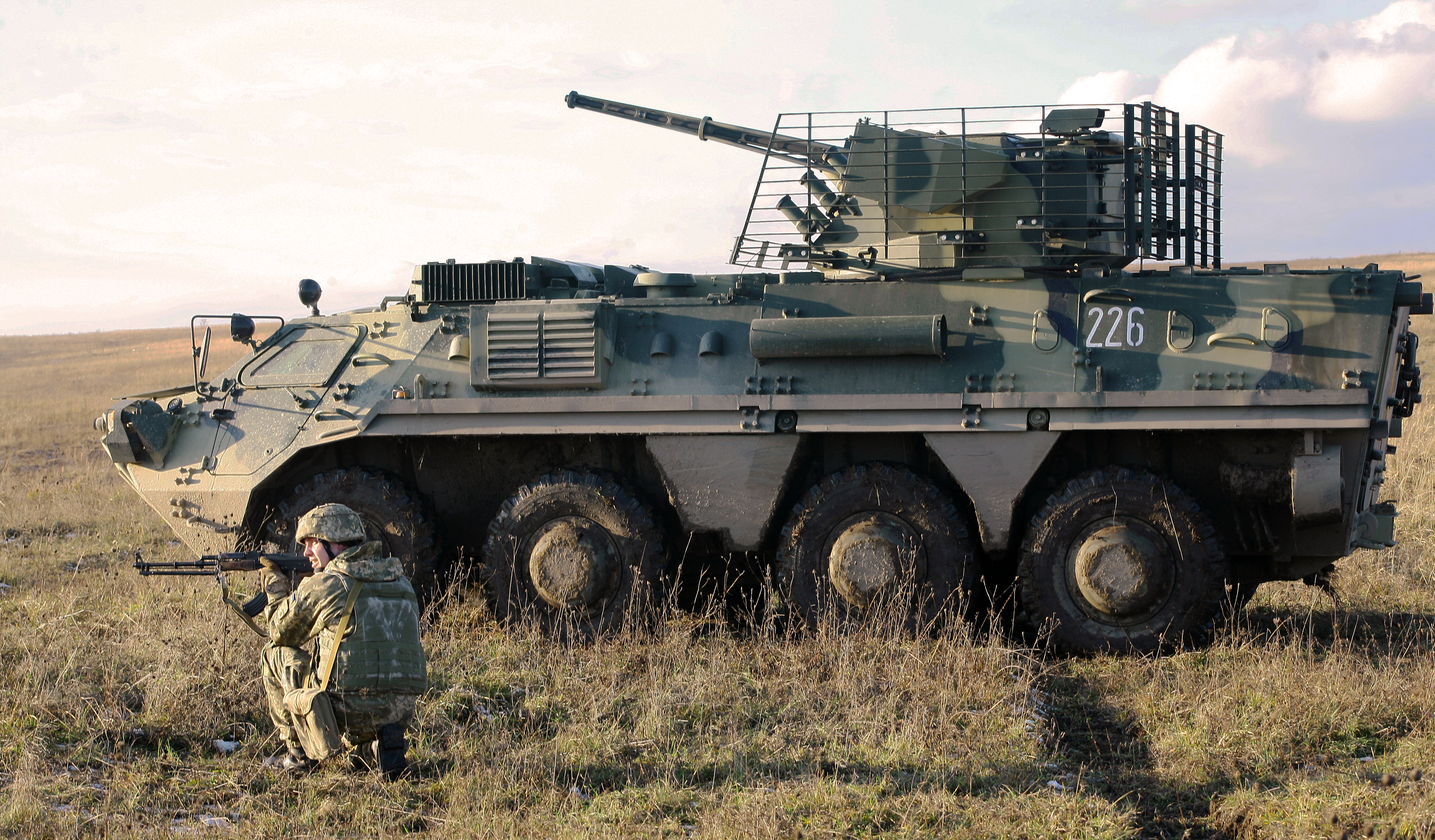
BTR-4 ukrajinských pozemních vojsk při cvičení

- BTR-4KŠ - velitelské a štábní vozidlo
- BTR-4E - exportní verze[1]
- BTR-4MV - upgrade na standard NATO se zvýšenou ochranou.
- MOP-4K - vozidlo palebné podpory
- BREM-4K/RV - vyprošťovací vozidlo
- BSEM-4K - lékařské vozidlo.
- BMM-4A - evakuační vozidlo první pomoci
- BMM-4B - zdravotnické vozidlo
- BMM-4C - polní nemocnice

## Uživatelé

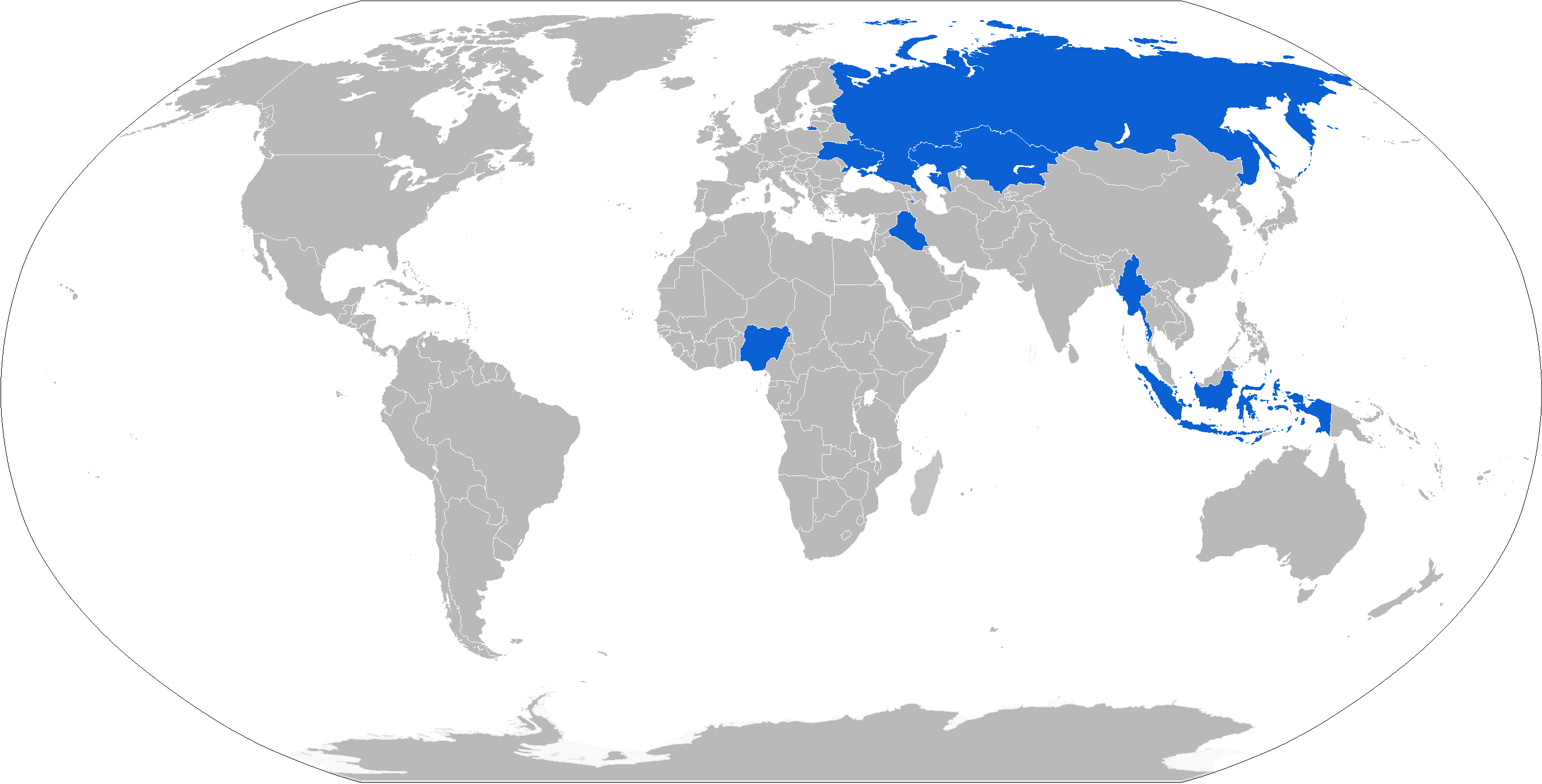
Přehled uživatelů

- Indonésie - 5 BTR-4M ve službě u námořní pěchoty, z důvodu technických závad se další nákup neuskutečnil (původně bylo v plánu objednat dalších 55 strojů)
- Irák - roku 2012 irácké MO objednalo 420 vozidel, nákup dočasně pozastaven kvůli špatné kvalitě dodaných strojů. Nakonec byla smlouva obnovena a Irák tak od roku 2018 provozuje 270 transportérů
- Kazachstán - podle některých zdrojů by měly tamní ozbrojené síly provozovat okolo 100 transportérů[2]
- Myanmar (Barma) - výroba probíhá přímo v Myanmaru
- Nigérie - nigerijská policie zavedla 5 BTR-4EN[3]
- Ukrajina - ukrajinská armáda má v inventáři přes 200 transportérů, národní garda dalších 40